# Lech Krzyżanowski (ur. 1964)
Lech Marek Krzyżanowski (ur. 3 listopada 1964 w Bielsku-Białej) – polski historyk, prawnik, profesor na Uniwersytecie Śląskim w Katowicach.

## Życiorys
Ukończył historię (1988) i prawo (1997) na Uniwersytecie Śląskim w Katowicach. Stopień doktora nauk humanistycznych uzyskał w 1998, na podstawie dysertacji pt. Kościół katolicki wobec kwestii narodowościowej na Górnym Śląsku w latach 1922-1930 (promotor: prof. dr hab. Maria Wanda Wanatowicz). Stopień doktora habilitowanego nauk humanistycznych uzyskał w 2012 na podstawie Sędziowie w II Rzeczypospolitej. Okręgi apelacyjne: krakowski i katowicki.
Jego zainteresowania koncentrują się wokół dziejów prawa i wymiaru sprawiedliwości oraz historii inteligencji polskiej w okresie międzywojennym. 
Pracuje w Instytucie Historii Uniwersytetu Śląskiego, w latach 2005–2012 był jego wicedyrektorem. Od 2020 pełnomocnik Dziekana Wydziału Humanistycznego Uniwersytetu Śląskiego ds. studenckich. Wykładał także w Górnośląskiej Wyższej Szkole Pedagogicznej im. Kardynała Augusta Hlonda w Mysłowicach.
Redaktor naczelny rocznika „Śląski Almanach Powstańczy”. 

## Wybrane publikacje
- Kościół katolicki wobec mniejszości niemieckiej na Górnym Śląsku w latach 1922-1930, Katowice 2000, ISBN 83-226-0964-7
- Poczet wybitnych powstańców śląskich, Bielsko-Biała 2011, ISBN 978-83-929815-7-2 (wspólnie z Miłoszem Skrzypkiem i Maciejem Ficem),
- Sędziowie w II Rzeczypospolitej. Okręgi apelacyjne: krakowski i katowicki, Katowice 2011, ISBN 978-83-226-1971-1
- Temida wyemancypowana? Słownik biograficzny kobiet – sędziów, asesorów i egzaminowanych aplikantów w międzywojennym sądownictwie polskim. Sopot 2018, ISBN 978-83-88445-76-7 (wspólnie z Witoldem Oknińskim)
- Wilamowice 1818-2018. Miasto i ludzie, Wilamowice 2018, ISBN (wspólnie z Maciejem Ficem i Konradem Meusem)
- Powstania śląskie w źródłach historycznych, Katowice 2019, ISBN 978-83-63904-57-9[3].